# FR Legends
FR Legends es un videojuego de carreras de drift desarrollado y publicado por Feng Li para iOS y Android. Fue lanzado el 26 de septiembre de 2018.

## Jugabilidad
FR Legends es un juego de conducción en el que se sube a bordo de distintos coches con la intención de completar derrapes. Girando el volante con maestría intenta completar cada circuito a la par que se evita impactar contra los conos y obstáculos que aparecen repartidos por cada zona del trazado.
FR Legends cuenta con gráficos en tres dimensiones. Además, desde la zona superior de la pantalla se puede cambiar la cámara desde diferentes perspectivas.
Para controlar el coche tan solo se tiene que pulsar sobre la zona derecha de la pantalla con la intención de acelerar hacia la derecha. Si se toca sobre la izquierda se torna la dirección en este sentido para ir deslizando las ruedas con precisión sobre el asfalto. Al pulsar sobre la esquina superior izquierda se puede cambiar de marcha y esto ayuda a mejorar el incremento de velocidad según se necesite antes de tirar del freno de mano. 
FR Legends cuenta con una variedad de modos de juegos en los que se puede medir la habilidad para derrapar por cada circuito. Basta con ir adaptándose al sistema de control para completar movimientos cada vez más sofisticados que brindan una gran cantidad de puntos. Además, con las bonificaciones obtenidas se pueden desbloquear nuevos coches que amplían la flota.